# Mary Cutts
Mary Estelle Elizabeth Cutts (16 de septiembre de 1814-14 de julio de 1856) fue una socialite, historiadora aficionada y autora de memorias estadounidense. Intercambió cartas con frecuencia con Dolley Madison y, después de la muerte de Madison en 1849, pasó los últimos siete años de su vida escribiendo dos memorias e intentando que se publicaran. Las memorias incluían información biográfica sobre Madison y fueron publicadas en 1886 como Memoirs and Letters of Dolley Madison, Wife of James Madison, President of the United States, muy editadas por Lucia B. Cutts. El trabajo fue el estándar en la vida de Madison hasta 2003.

## Biografía
Mary Estelle Elizabeth Cutts nació en Washington D. C., el 16 de septiembre de 1814, hija de Anna Payne Cutts y Richard Cutts, un congresista de Massachusetts que vivía en lo que ahora es Maine. Era la sexta de siete hijos y se acercaría más a su hermano menor, Richard, y su hermana Dolley. La hermana de Anna era Dolley Madison, la esposa de James Madison, y Mary era su «sobrina favorita». Mary nunca se casó y pasó su vida viviendo con la familia Cutts en Washington, Boston y en Cutts Island en el actual Maine. De niños, los Cutts escribieron a los Madison y vivieron en su casa, Montpelier, en el Condado de Orange, Virginia, durante el verano. En la década de 1820, Dolley veía a Mary como una hija. Mary pasó esa década viviendo con su padre en una nueva casa en Lafayette Square en Washington. Hacia finales de mes conoció a su prima Annie Payne. Los dos se llevaban bien.

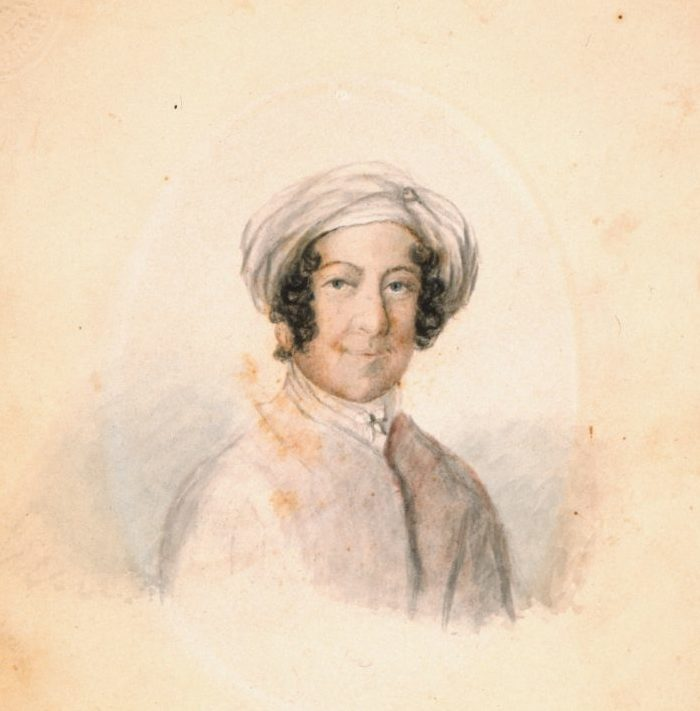
Retrato de Dolley Madison pintado por Mary Cutts, c. 1840.

A lo largo de la década de 1830, Mary y su hermana, Dolley Payne Cutts, vivieron en Washington D. C. y pasaron mucho tiempo con su tía. La historiadora Catherine Allgor describe a Madison como «madre y mejor amiga» de las niñas. Ayudó a Mary Cutts a conseguir firmas en un libro de autógrafos y les aconsejó sobre la conducta adecuada en situaciones sociales y en la vida en general. Las niñas Cutts le escribieron a Madison numerosas cartas y le enviaron regalos y noticias. Mary fue educada en casa y era una artista aficionada que dibujaba figuras, incluida su tía. Anna Cutts, la madre de Mary, murió en agosto de 1832. Estaba devastada por la noticia. Dos años más tarde, Mary participó en el esfuerzo de Margaret Bayard Smith para producir un bosquejo biográfico de Dolley. Mary ayudó a James Madison a ocuparse de sus papeles antes de su muerte en 1836. Cutts quedó más devastada cuando su hermana, Dolley, murió en 1838.
En la década de 1840, Mary, su padre y su hermano Richard vivían en la calle 14 en Washington con una mujer negra libre. Mary acompañó a Madison en un viaje a la ciudad de Nueva York a principios de 1842. Cutts visitó a menudo a John Quincy Adams y su esposa Louisa Adams y estuvo con Louisa tras la muerte de su esposo en 1848. Visitó a los Adams en Quincy, Massachusetts en 1852 y parientes en Virginia en julio de 1856. Mientras estaba allí, se enfermó alrededor del 4 de julio y murió el 14 de julio de tuberculosis.

## Memorias
Mary Cutts transcribió y guardó muchas de sus cartas con Dolley Madison. Después de la muerte de Dolley Madison en 1849, había ordenado que se quemaran sus documentos privados, aunque no está claro cuánto deseaba realmente que se destruyeran. Cutts y su hermana, Annie, «confiscaron» las cartas de Madison de un agente de la propiedad de Madison y quemaron muchas de ellas.
Cutts escribió dos memorias sobre Dolley Madison después de la muerte de Madison. No está clara la relación entre las dos memorias; pueden haber sido secciones o borradores diferentes. La primera fue escrita a principios de la década de 1850 y tenía treinta y dos o cincuenta y siete páginas. Cubre la vida de Madison desde su ascendencia hasta 1812, obviando los años entre 1801 a 1809. La segunda, escrita a petición de los editores de una memoria «más convencional», tenía sesenta y una o noventa y cinco páginas. Estas memorias van desde 1801 hasta la muerte de Madison. Estas dos memorias abarcan toda la vida de Dolley Madison, y Allgor señala que «no es ilógico suponer que la propia Dolley fue la fuente de la información». Sin embargo, se desconoce qué materiales utilizó Cutts en la compilación de sus memorias y está claramente destinado a mostrar a Madison «de la mejor manera posible». Allgor considera que la segunda memoria «perdió de vista a Dolley» y se centra demasiado en otros eventos históricos. En 2015, Allgor describió las memorias como posiblemente «la forma más cercana a la voz autobiográfica de Dolley para la historia». El historiador Ralph Ketcham, en una biografía de James Madison, describe el trabajo de Cutts como «el boceto más auténtico e íntimo conocido de su vida familiar [la de Madison]». Contienen distorsiones o inexactitudes sobre la vida de Dolley.
Cutts encontró un editor interesado, Jared Sparks, que exigió la inclusión de «hombres importantes y temas masculinos», según Allgor, que pensó que aseguraría que las memorias se tomaran en serio. Esto no funcionó, y se contactó con Henry D. Gilpin, quien publicó las memorias de James Madison. Sin embargo, Cutts murió en 1856 antes de que pudiera terminar su trabajo.
En 1888, Houghton Mifflin and Company publicó Memoirs and Letters of Dolley Madison, Wife of James Madison, President of the United States («Memorias y cartas de Dolley Madison, esposa de James Madison, presidente de los Estados Unidos»), una obra editada por Lucia B. Cutts (nieta de Dolley). Hizo uso de las memorias inéditas y las cartas transcritas que Mary Cutts había reunido. Según el historiador Richard N. Côté, Lucia Cutts «editó, reescribió y expurgó en gran medida muchas de las cartas que Mary Cutts había transcrito». Mary Cutts no fue atribuida en el volumen. Este libro fue el texto estándar sobre la vida de Dolley hasta 2003.
En 2012, las memorias originales de Cutts se volvieron a publicar como The Queen of America: Mary Cutts's Life of Dolley Madison. El libro fue editado por Allgor y publicado por la University of Virginia Press e incluye ensayos que contextualizan el trabajo de Cutts. En la publicación, Allgor describe las memorias de Cutt como «sin lugar a dudas … el relato más significativo de la vida de Dolley Madison» y «la base de todo el trabajo posterior».

## Citas
1. 1 2  Taylor, 2012, p. 70.
2. ↑  Taylor, 2012, pp. 70-71.
3. 1 2 3 4 5 6  Côté, 2004, p. 375.
4. ↑  Allgor, 2006, p. 105.
5. ↑  Taylor, 2012, p. 71.
6. ↑  Allgor, 2012, p. 10.
7. ↑  Taylor, 2012, p. 72.
8. ↑  Taylor, 2012, p. 73.
9. ↑  Allgor, 2006, p. 354.
10. ↑  Allgor, 2006, p. 355.
11. 1 2  Taylor, 2012, p. 74.
12. ↑  Taylor, 2012, p. 75.
13. 1 2  Taylor, 2012, p. 77.
14. ↑  Taylor, 2012, pp. 79-80.
15. ↑  Allgor, 2006, p. 402.
16. 1 2 3  Kierner y Treadway, 2015, p. 204.
17. 1 2  Allgor, 2012, p. 15.
18. 1 2 3 4 5  Leibiger, Stuart (2014) [2012]. «The Queen of America: Mary Cutts's Life of Dolley Madison».  En Allgor, Catherine, ed. Presidential Studies Quarterly (en inglés) (Charlottesville: University of Virginia Press) 44 (2): 376-377. ISSN 1741-5705. doi:10.1111/psq.12125.
19. 1 2 3 4 5  Allgor, 2006, p. 403.
20. ↑  Allgor, 2006, p. 395.
21. ↑  Ketcham, 1990, pp. 618-619.
22. ↑  Kierner y Treadway, 2015, pp. 205-206.
23. ↑  Allgor, 2012, p. 8.